# Шахзад, Файзал
Файсал Шахзад (Урду: الواجهة род. 30 июня 1979 года; Кашмир, Пакистан) — американский террорист пакистанского происхождения, приговорённый к пожизненному заключению за попытку теракта на Таймс-Сквер 1 мая 2010.

## Биография
Файсал родился 30 июня 1979 года в Кашмире, Пакистан, в семье пилота ВВС Пакистана Бахрала Хака. Он был младшим из четырёх детей в семье. Его отец ушел в отставку в 1992 году, после этого семья переехала в Саудовскую Аравию, где Шахзад окончил школу в 1996 году. После этого он учился в университете Гринвича с 1997 по 2000 годы. В декабре 1998 года он получил студенческую визу. В конце 2000 он перешел в университет Бриджпорт, где более трети студентов были также иностранцами, как Шахзад. В университете его запомнили как тихого хорошо учащегося студента. Он получил степень бакалавра и окончил университет 13 мая 2002 года. Немного ранее, в апреле 2002 года, он получил вид на жительство в США сроком на три года. С июня 2002 по 15 июня 2006 года Шахзад работал финансовым аналитиком в компании Elizabeth Arden в штате Коннектикут. 
Он постоянно жаловался друзьям, что ему не поднимают зарплату выше 50.000$ в год. Шахзад женился на Хуамае Асфире Миане 24 декабря 2004 года. У них родилось двое детей. В 2003 году Шахзад приобрел чёрный «Мерседес». С июня 2006 по апрель 2009 Шахзад работал бухгалтером в фирме «Affinion» за 70.000$. 17 апреля 2009 года он официально получил гражданство США. 7 мая он резко бросил работу и перестал платить налоги, в итоге задолжав государству 218.400$. В это же время он покинул США. 2 июня он позвонил жене из Пакистана и сказал, чтобы она последовала за ним, но та отказалась и уехала жить в Саудовскую Аравию к родителям. Сам Шахзад после этого стал очень религиозным и молился пять раз в день в мечети.

## Попытка взрыва на Тайм-сквер
3 июля 2009 года в Пакистане Шахзад познакомился с активным участником движения «Талибан», с 7 по 22 июля он прошел подготовку в тренировочном лагере террористов. 3 февраля 2010 года Шахзад вернулся в США, уже готовый к теракту. Для этого он приобрел на 70.000$ компоненты взрывчатки и « Nissan Pathfinder» 1993 года выпуска. 29 апреля 2010 года он записал видеообращение, в котором обещал отомстить за исламских братьев и войну в Афганистане. 1 мая 2010 года он припарковал заминированный «Ниссан» на Таймс-Сквер. Бомба должна была сработать в 18.28, когда по расчетам Шахзада на Таймс-сквер должно было быть наибольшее число людей. Но из-за бдительности прохожих бомба была обезврежена, вывезена и уничтожена. Через два дня после предотвращения теракта, 3 мая 2010 года он был задержан а Аэропорту Нью-Йорка при попытке вылететь в Пакистан. 21 июня Он дал признательные показания по всем пунктам обвинения. 
5 октября 2010 года суд признал его виновным и приговорил к пожизненному заключению без возможности условно-досрочного освобождения.
С 17 октября 2010 года содержится в ADX Florence (Колорадо, США)  